# المعبد (مأرب)

تعديل مصدري - تعديل

المعبد هي إحدى قرى عزلة ال فجيح بمديرية مأرب التابعة لمحافظة مأرب، بلغ تعداد سكانها 400 نسمة حسب تعداد اليمن لعام 2004.